# Vegedream

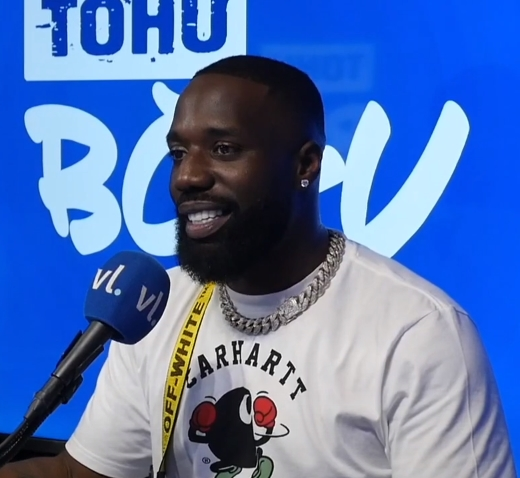
Vegedream (2021)

Vegedream (* 25. August 1992 in Orléans; bürgerlich Satchela Evrard Djedje) ist ein französischer Rapper und Singer-Songwriter. Sein größter Hit war Ramenez la coupe à la maison, ein Lied zur Fußball-Weltmeisterschaft 2018.

## Leben
Satchela Evrard Djedje wurde am 25. August 1992 in Orléans als Sohn eines Musikproduzenten geboren. Er ist außerdem der Neffe eines ivorischen Künstlers. Er verbrachte einen Teil seiner Jugend in Gagnoa, Elfenbeinküste.
Mit 18 Jahren startete er seine musikalische Karriere zusammen mit vier Freunden in der Gruppe La Synesia. Mit diesen veröffentlichte er ein erstes Album. Schließlich startete er unter dem Pseudonym Vegedream eine Solokarriere. Der Name ist eine Anspielung auf den Charakter Vegeta aus der Anime-Serie Dragon Ball Z. 2017 erschien seine erste Single La Fuite, die gleich viral ging. Es folgte 2018 ein Mixtape namens Marchand de sable. Im gleichen Jahr hatte er seinen ersten großen Erfolg mit dem Song Ramenez la coupe à la maison, mit dem er im Rahmen der Fußball-Weltmeisterschaft 2018 die französische Fußballnationalmannschaft besang. Das Lied wurde ein großer Erfolg und erreichte bis August 2025 etwa 607 Millionen Views auf YouTube. Im Zuge dessen erreichte er Platz 1 der französischen Singlecharts. Im Rahmen der Fußball-Europameisterschaft 2021 platzierte sich der Song auch in den deutschen und britischen Singlecharts.
Sein zweiter großer Hit wurde 2019 Elle est bonne sa mère (feat. Ninho), der Platz 2 der französischen Charts erreichte. Auch das Album Ategban erreichte eine Top-10-Platzierung in den französischen Charts.

## Diskografie

### Alben
| Jahr | Titel Musiklabel                                         | Höchstplatzierung, Gesamtwochen, AuszeichnungChartplatzierungen (Jahr, Titel, Musiklabel, Platzierungen, Wochen, Auszeichnungen, Anmerkungen) | Höchstplatzierung, Gesamtwochen, AuszeichnungChartplatzierungen (Jahr, Titel, Musiklabel, Platzierungen, Wochen, Auszeichnungen, Anmerkungen) | Höchstplatzierung, Gesamtwochen, AuszeichnungChartplatzierungen (Jahr, Titel, Musiklabel, Platzierungen, Wochen, Auszeichnungen, Anmerkungen) | Anmerkungen                                                     | [↑]: gemeinsam behandelt mit vorhergehendem Eintrag; [←]: in beiden Charts platziert |
| Jahr | Titel Musiklabel                                         | CH | FR | BEW | Anmerkungen                                                     |                                                                                      |
| ---- | -------------------------------------------------------- | --- | --- | --- | --------------------------------------------------------------- | ------------------------------------------------------------------------------------ |
| 2018 | Marchand de sable Island Def Jam / Together Publishing   | — | FR5 ×2Doppelplatin · (94 Wo.)FR | BEW29 (71 Wo.)BEW | Erstveröffentlichung: 1. Juni 2018 Verkäufe: + 200.000; Mixtape |                                                                                      |
| 2018 | Marchand de Sable 2 Island Def Jam / Together Publishing | —[FR: ↑][BEW: ↑] | FR5 ×2Doppelplatin · (94 Wo.)FR | BEW29 (71 Wo.)BEW | Erstveröffentlichung: 30. November 2018                         |                                                                                      |
| 2019 | Ategban La Ruche / Universal Music                       | CH45 (1 Wo.)CH | FR9 Platin · (74 Wo.)FR | BEW29 (19 Wo.)BEW | Erstveröffentlichung: 12. Juli 2019 Verkäufe: + 100.000         |                                                                                      |
| 2022 | La boîte de Pandore La Ruche / Universal Music           | — | FR7 (8 Wo.)FR | BEW149 (2 Wo.)BEW | Erstveröffentlichung: 29. April 2022                            |                                                                                      |
| 2024 | De l’autre côté Together Publishing                      | — | FR55 (3 Wo.)FR | — | Erstveröffentlichung: 11. Juli 2024                             |                                                                                      |

### Singles
| Jahr | Titel Album                                          | Höchstplatzierung, Gesamtwochen, AuszeichnungChartplatzierungen (Jahr, Titel, Album, Platzierungen, Wochen, Auszeichnungen, Anmerkungen) | Höchstplatzierung, Gesamtwochen, AuszeichnungChartplatzierungen (Jahr, Titel, Album, Platzierungen, Wochen, Auszeichnungen, Anmerkungen) | Höchstplatzierung, Gesamtwochen, AuszeichnungChartplatzierungen (Jahr, Titel, Album, Platzierungen, Wochen, Auszeichnungen, Anmerkungen) | Höchstplatzierung, Gesamtwochen, AuszeichnungChartplatzierungen (Jahr, Titel, Album, Platzierungen, Wochen, Auszeichnungen, Anmerkungen) | Höchstplatzierung, Gesamtwochen, AuszeichnungChartplatzierungen (Jahr, Titel, Album, Platzierungen, Wochen, Auszeichnungen, Anmerkungen) | Höchstplatzierung, Gesamtwochen, AuszeichnungChartplatzierungen (Jahr, Titel, Album, Platzierungen, Wochen, Auszeichnungen, Anmerkungen) | Anmerkungen                                                                  |
| Jahr | Titel Album                                          | DE | AT | CH | FR | BEW | UK | Anmerkungen                                                                  |
| --- | ---------------------------------------------------- | --- | --- | --- | --- | --- | --- | ---------------------------------------------------------------------------- |
| 2017 | Obscure Marchand de Sable                            | — | — | — | FR161 Gold · (1 Wo.)FR | — | — | Erstveröffentlichung: 10. November 2017 Verkäufe: + 100.000                  |
| 2017 | La fuite Marchand de Sable                           | — | — | — | FR50 Diamant · (44 Wo.)FR | — | — | Erstveröffentlichung: 15. Dezember 2017 Verkäufe: + 333.333; mit DJ Leska    |
| 2018 | Marchand de sable Part 4 (Du saal) Marchand de Sable | — | — | — | FR99 Platin · (29 Wo.)FR | — | — | Erstveröffentlichung: 26. Januar 2018 Verkäufe: + 200.000                    |
| 2018 | La Rue Marchand de Sable                             | — | — | — | FR109 Gold · (6 Wo.)FR | — | — | Erstveröffentlichung: 23. März 2018 Verkäufe: + 100.000                      |
| 2018 | Ramenez la coupe à la maison Marchand de Sable 2     | DE9 a Gold · (12 Wo.)DE | AT7 a (12 Wo.)AT | CH3 (36 Wo.)CH | FR1 Diamant · (68 Wo.)FR | BEW27 (10 Wo.)BEW | UK60 a Gold · (3 Wo.)UK | Erstveröffentlichung: 19. Juli 2018 Verkäufe: + 1.413.333                    |
| 2018 | C’est mon année Marchand de Sable 2                  | — | — | — | FR70 (3 Wo.)FR | — | — | Erstveröffentlichung: 16. November 2018                                      |
| 2019 | Instagram Ategban                                    | — | — | — | FR45 Gold · (1 Wo.)FR | — | — | Erstveröffentlichung: 15. März 2019 Verkäufe: + 100.000; feat. Joé Dwèt Filé |
| 2019 | Calimero Ategban                                     | — | — | — | FR136 Gold · (4 Wo.)FR | — | — | Erstveröffentlichung: 12. April 2019 Verkäufe: + 100.000; feat. Dadju        |
| 2019 | Elle est bonne sa mère Ategban                       | — | — | CH100 (1 Wo.)CH | FR2 Diamant · (75 Wo.)FR | BEW43 (16 Wo.)BEW | — | Erstveröffentlichung: 31. Mai 2019 Verkäufe: + 333.333; feat. Ninho          |
| 2020 | Juste une fois –                                     | — | — | — | FR169 (1 Wo.)FR | — | — | Erstveröffentlichung: 15. Mai 2020                                           |
| 2020 | Pour nous La boîte de Pandore                        | — | — | — | FR47 Gold · (6 Wo.)FR | — | — | Erstveröffentlichung: 25. September 2020 Verkäufe: + 100.000; feat. Tayc     |
| 2021 | Touché dans le cœur –                                | — | — | — | FR91 (1 Wo.)FR | — | — | Erstveröffentlichung: 11. März 2021                                          |
| 2021 | Madame Djé (Djenaba) La boîte de Pandore             | — | — | — | FR116 (3 Wo.)FR | — | — | Erstveröffentlichung: 10. Juni 2021                                          |
| 2022 | On a l’habitude (Ok Many) La boîte de Pandore        | — | — | — | FR51 Gold · (11 Wo.)FR | — | — | Erstveröffentlichung: 24. Februar 2022 feat. Naps                            |
| 2022 | Pansement La boîte de Pandore                        | — | — | — | FR153 Gold · (1 Wo.)FR | — | — | Erstveröffentlichung: 28. April 2022 feat. Nej                               |
| 2022 | C’est quoi le boulot La boîte de Pandore             | — | — | — | FR189 (1 Wo.)FR | — | — | Erstveröffentlichung: 29. April 2022 feat. Heuss l’Enfoiré                   |
| 2022 | Merci les bleus –                                    | — | — | CH66 (1 Wo.)CH | FR30 (4 Wo.)FR | — | — | Erstveröffentlichung: 28. Dezember 2022 mit Kabongo-DJ                       |
| Folgende Lieder erschienen nicht als Single, wurden aber durch das Album zum Download und Streaming bereitgestellt und konnten somit eine Platzierung erlangen: |                                                      | | | | | | |                                                                              |
| |                                                      | | | | | | |                                                                              |
| 2018 | Mama he Marchand de Sable                            | — | — | — | FR64 Gold · (17 Wo.)FR | — | — | Verkäufe: + 100.000                                                          |
| 2018 | Du temps Marchand de Sable                           | — | — | — | FR136 (5 Wo.)FR | — | — |                                                                              |
| 2018 | Tout casser Marchand de Sable                        | — | — | — | FR152 Gold · (1 Wo.)FR | — | — | feat. H Magnum                                                               |
| 2018 | Laisser tomber Marchand de Sable                     | — | — | — | FR170 (1 Wo.)FR | — | — |                                                                              |
| 2018 | Ma Go Sure Marchand de Sable 2                       | — | — | — | FR77 Gold · (8 Wo.)FR | — | — | Verkäufe: + 100.000                                                          |
| 2018 | On y va Marchand de Sable 2                          | — | — | — | FR173 (1 Wo.)FR | — | — |                                                                              |
| 2019 | Personne Ategban                                     | — | — | — | FR36 Gold · (6 Wo.)FR | — | — | feat. Damso                                                                  |

Weitere Singles
- 2020: Juste un fois
- 2021: Ghenda (mit DJ Leska & Bolémvn, FR: Gold)

### Singles als Gastmusiker
| Jahr | Titel Album                      | Höchstplatzierung, Gesamtwochen, AuszeichnungChartplatzierungen (Jahr, Titel, Album, Platzierungen, Wochen, Auszeichnungen, Anmerkungen) | Höchstplatzierung, Gesamtwochen, AuszeichnungChartplatzierungen (Jahr, Titel, Album, Platzierungen, Wochen, Auszeichnungen, Anmerkungen) | Höchstplatzierung, Gesamtwochen, AuszeichnungChartplatzierungen (Jahr, Titel, Album, Platzierungen, Wochen, Auszeichnungen, Anmerkungen) | Höchstplatzierung, Gesamtwochen, AuszeichnungChartplatzierungen (Jahr, Titel, Album, Platzierungen, Wochen, Auszeichnungen, Anmerkungen) | Anmerkungen                                                                  |
| Jahr | Titel Album                      | DE | CH | FR | BEW | Anmerkungen                                                                  |
| --- | -------------------------------- | --- | --- | --- | --- | ---------------------------------------------------------------------------- |
| 2021 | Kodo Thug Life                   | — | — | FR195 (1 Wo.)FR | — | Erstveröffentlichung: 23. Juli 2021 Elams feat. Vegedream                    |
| 2024 | T’étais où ? –                   | — | — | FR51 Platin · (33 Wo.)FR | BEW— GoldBEW | Erstveröffentlichung: 1. Februar 2024 Jungeli feat. Vegedream, Alonzo & Zaho |
| Folgende Lieder erschienen nicht als Single, wurden aber durch das Album zum Download und Streaming bereitgestellt und konnten somit eine Platzierung erlangen: |                                  | | | | |                                                                              |
| |                                  | | | | |                                                                              |
| 2018 | Princes de la ville Vidalo$$a    | — | — | FR91 (1 Wo.)FR | — | Dosseh feat. Vegedream                                                       |
| 2018 | Jusqu’ici tout va bien 93 Empire | — | — | FR114 (2 Wo.)FR | — | Charteinstieg: 12. Oktober 2018 mit Sofiane                                  |

Weitere Gastbeiträge
- 2017: Franglish feat. Dadju & Vegedream – C’est plus l’heure (EP: Signature de Franglish)
- 2017: DJ Erise feat. Vegedream, Djazzi & DJ McFly – Casse la démarche (Album: Rizer de DJ Erise)
- 2017: DJ Leska feat. Naza & Vegedream – Enfumé
- 2018: Dadju feat. Alonzo, Naza, MHD & Vegedream – Sans thème (Remix) (Album: Gentleman 2.0)
- 2019: Abou Debeing feat. Vegedream – Cette go (Album: Street Love d’Abou Debeing)
- 2019: Shy’m feat. Vegedream – Puerto Rico (Album: Agapé de Shy’m)

## Auszeichnungen für Musikverkäufe
| Goldene Schallplatte - Griechenland - 2022: für die Single Ramenez la coupe à la maison Platin-Schallplatte - Dänemark - 2023: für die Single Ramenez la coupe à la maison - Italien - 2024: für die Single Ramenez la coupe à la maison - Norwegen - 2021: für die Single Ramenez la coupe à la maison - Polen - 2023: für die Single Ramenez la coupe à la maison - Portugal - 2022: für die Single Ramenez la coupe à la maison - Schweden - 2021: für die Single Ramenez la coupe à la maison | 2× Platin-Schallplatte - Spanien - 2025: für die Single Ramenez la coupe à la maison |

Anmerkung: Auszeichnungen in Ländern aus den Charttabellen bzw. Chartboxen sind in ebendiesen zu finden.
| Land/RegionAuszeichnungen für Musikverkäufe (Land/Region, Auszeichnungen, Verkäufe, Quellen) | Gold       | Platin       | Diamant     | Verkäufe  | Quellen              |
| -------------------------------------------------------------------------------------------- | ---------- | ------------ | ----------- | --------- | -------------------- |
| Belgien (BRMA)                                                                               | Gold1      | —            | —           | 10.000    | ultratop.be          |
| Dänemark (IFPI)                                                                              | —          | Platin1      | —           | 90.000    | ifpi.dk              |
| Deutschland (BVMI)                                                                           | Gold1      | —            | —           | 200.000   | musikindustrie.de    |
| Frankreich (SNEP)                                                                            | 12× Gold12 | 5× Platin5   | 3× Diamant3 | 2.899.999 | snepmusique.com      |
| Griechenland (IFPI)                                                                          | Gold1      | —            | —           | 10.000    | Einzelnachweise      |
| Italien (FIMI)                                                                               | —          | Platin1      | —           | 100.000   | fimi.it              |
| Norwegen (IFPI)                                                                              | —          | Platin1      | —           | 60.000    | ifpi.no              |
| Polen (ZPAV)                                                                                 | —          | Platin1      | —           | 50.000    | olis.pl              |
| Portugal (AFP)                                                                               | —          | Platin1      | —           | 10.000    | Einzelnachweise      |
| Schweden (IFPI)                                                                              | —          | Platin1      | —           | 80.000    | sverigetopplistan.se |
| Spanien (Promusicae)                                                                         | —          | 2× Platin2   | —           | 120.000   | elportaldemusica.es  |
| Vereinigtes Königreich (BPI)                                                                 | Gold1      | —            | —           | 400.000   | bpi.co.uk            |
| Insgesamt                                                                                    | 16× Gold16 | 13× Platin13 | 3× Diamant3 |           |                      |